# 在マレーシアエスワティニ高等弁務官事務所
在マレーシアエスワティニ高等弁務官事務所（英語: High Commission of Eswatini in Malaysia、マレー語: Suruhanjaya Tinggi Eswatini di Malaysia）は、マレーシアの首都クアラルンプールにあるエスワティニの高等弁務官事務所。マレーシアに加えて、日本・大韓民国も管轄している。

## 沿革
- 1968年9月6日、スワジランド（現・エスワティニ）がイギリスから独立する[4]
- 1971年5月、スワジランドが日本との外交関係を樹立する[5]
- スワジランドがマレーシアとの外交関係を樹立する[1]
- クアラルンプールに在マレーシアスワジランド高等弁務官事務所（英語: High Commission of Swaziland in Malaysia、マレー語: Suruhanjaya Tinggi Swaziland di Malaysia）が設立される[1]
- 在大韓民国スワジランド大使館に代わって[6]、クアラルンプールの高等弁務官事務所が駐日スワジランド大使館（英語: Embassy of Swaziland in Japan）との兼轄を開始する[2]
- 2018年4月19日、イギリスからの独立50周年を記念する式典でムスワティ3世国王が国号スワジランドをエスワティニに改称したことを宣言[7]
  - 国号改称に伴い、クアラルンプールの高等弁務官事務所が在マレーシアエスワティニ高等弁務官事務所に改称される
  - 国号改称に伴い、非常駐の駐日スワジランド大使館が駐日エスワティニ大使館（英語: Embassy of Eswatini in Japan）に改称される。

## 所在地
22nd Floor, Menara Citibank, Suite 3 & 3a 165 Jalan Ampang, 50450 Kuala Lumpur

## 高等弁務官（大使）
2017年2月21日より、ムロンディ・ソロモン・ドラミニ (Mlondi Solomon Dlamini) が高等弁務官を務めている。
また、2008年3月24日に、ムプメレロ・ジョセフ・ンドゥミソ・ロペ (Mpumelelo Joseph Ndumiso Hlophe) が駐日大使として訪問した東京で信任状を捧呈している。